# Вегетативний орган
Вегетати́вні о́ргани — частини тіла вищих рослин, які виконують основні функції живлення та обміну речовин із зовнішнім середовищем.
Не беруть безпосередньої участі в спороутворенні та статевому розмноженні, але можуть виконувати функцію вегетативного розмноження. Основними вегетативними органами рослин є пагін (забезпечує фотосинтез) та корінь (забезпечує всмоктування води та мінеральне живлення). При зміні функцій вегетативні органи зазнають метаморфозів.
Ці органи виникли внаслідок ускладнення тіла рослин при виході на суходіл та при освоєнні повітряного та ґрунтового середовищ. Вегетативне тіло нижчих багатоклітинних рослин (водоростей) та грибів — талом — має простішу та одноріднішу будову або зовсім не розділяється на органи (нитчасті та деякі пластинчасті водорості, міцелій грибів). Інколи талом має спеціалізовані частини, зовні подібні до органів вищих рослин, але вони не мають складної тканинної будови (зелені та бурі водорості).
У тварин вегетативними органами називаються всі органи, що не беруть участі у статевому розмноженні, а виконують основні функції життєдіяльності. 